# Nittenmossen (Örebro län)
Nittenmossen är ett naturreservat i Ljusnarsbergs kommun i Örebro län. Området har denna del i Örebro län och en del i Dalarnas län Nittenmossen (Dalarnas län)
Detta område är naturskyddat sedan 2007 och är 37 hektar stort. Reservatet består av tre högmossar och två sjöar, Hedtjärnen och Mosstjärn och en bäck dememellan.